# Archie Stout
Archie Stout (Renwick, 30 de março de 1886 — Los Angeles, 10 de março de 1973) é um diretor de fotografia estadunidense. Venceu o Oscar de melhor fotografia na edição de 1953 por The Quiet Man.